# هیروشی کومی‌یاما
هیروشی کومی‌یاما (انگلیسی: Hiroshi Komiyama؛ زادهٔ ۱ ژانویه ۱۹۴۴) یک مهندس شیمی اهل ژاپن است.